# 奥莉加·萨夫罗诺娃
奥莉加·萨夫罗诺娃（俄语：Ольга Сафронова，1991年11月5日—），旧姓布卢多娃（Блудова），哈萨克斯坦女子田径运动员，2014年亚洲运动会女子200米金牌得主、女子4×100米接力银牌得主和女子100米铜牌得主、2018年亚洲运动会女子4×100米接力铜牌得主。